# 罗伯特·恩克
罗伯特·恩克（1977年8月24日—2009年11月10日），德国足球运动员，在去世前效力于德甲汉诺威，并且长期入选勒夫率领的德国国家队，曾在2008年欧洲足球锦标赛裡担任了2号门将。2009年11月10日，恩克在抑郁症的影响下卧轨自殺身亡。

## 生平

### 球員
罗伯特·恩克早年出道于卡尔蔡斯耶拿，不久签约德甲的门兴格拉德巴赫，在1998-99赛季德甲联赛他成为俱乐部主力门将。1999年夏他加盟葡萄牙班霸賓菲加。其時他的表現受到葡萄牙賽會的稱許，並被一些大球會斟介，包括英超球會曼聯和西甲的巴塞羅那。1999年他被德國國家隊召入出戰1999年聯合會盃，但沒有上陣過一場賽事。
2002年他接受西甲巴塞罗那邀請，以自由身身份加盟，簽約三年。不過這三年間這名守門員並不能取得任何表現，經常被視為失球輸波的代罪羔羊。僅加盟一年，巴塞羅那還一度在聯賽排名第十五位。第二季他被外借至土耳其強隊費倫巴治，但只打了一場比賽便以0-3大敗給伊斯坦布尔体育。有球迷還在比賽期間向他擲膠瓶和燃燒彈。2004年1月他被外借至西班牙小型球會特內里費。
2004年他重返德甲加盟中下游球會汉诺威96。其間他重獲成功，2007年被國家隊重召，在2007年3月28日德國對丹麥的一場友誼賽中首次代表德國國家隊出場，并且參加了2008年歐洲國家盃。

### 死亡

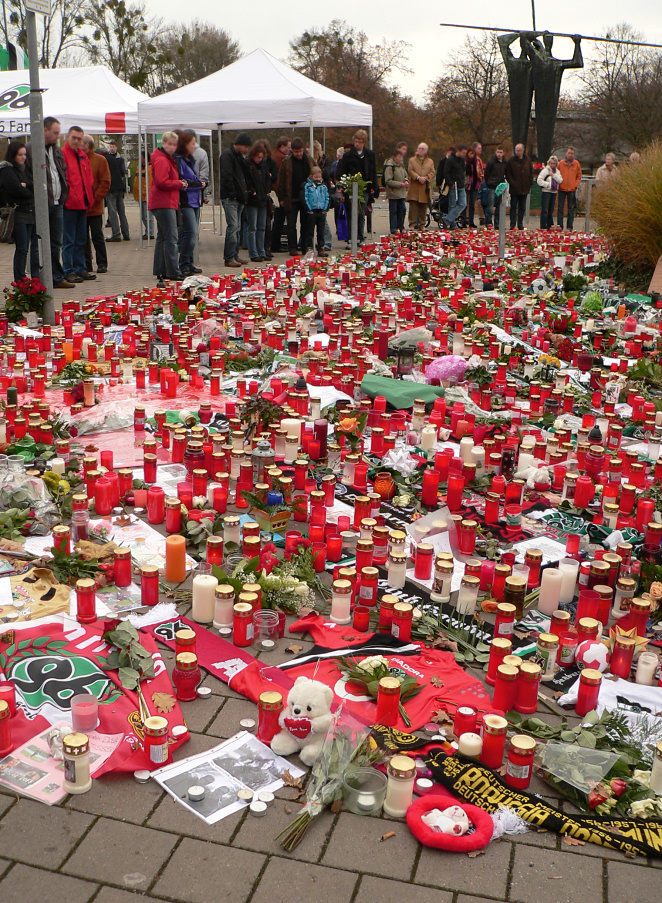
汉诺威96俱乐部主场AWD球场外，球迷们悼念恩克。

2009年11月10日，他於住所附近被火車撞死，人们普遍猜测恩克为自杀身亡，而事后警方找到了恩克留下的遗书最终证明了这一点 。 
据恩克的妻子称他在效力巴塞罗那的时候患上了抑郁症，而後特别是2007年他的女儿因为心脏先天问题不幸夭折，对他的内心更是摧毁性的打击，最终郁郁寡欢的恩克在自己精心设计好的剧情裡卧轨自杀，而漢諾威96也把他所穿之1號球衣永久退役。
2010首季，德國足球總會和漢諾威96成立以他命名的基金會，用以提供守門員訓練和心理輔導。

## 榮譽
- 德甲最佳門將：2008-09年

## 外部連結
- 個人官方網站 （页面存档备份，存于）